# 圆锥苘麻
圆锥苘麻（学名：Abutilon paniculatum）为锦葵科苘麻属下的一个种。种名paniculatum意为圆锥形的。